# Gornje Vratno
Gornje Vratno – wieś w Chorwacji, w żupanii varażdińskiej, w gminie Cestica. W 2011 roku liczyła 1301 mieszkańców.